# ۴۴۶ (پیش از میلاد)
۴۴۶ (پیش از میلاد) ۴۴۶مین سال قبل از تقویم میلادی است.

## رویدادها

### بر پایه مکان

#### یونان
- آخا استقلال خود از آتن را بدست آورد. و در حالی که ائوبویا بر ضد سلطهٔ آتنی‌ها بر دریاها و آذوقهٔ خود شورش کرده بود، پریکلس به همراه سربازان خود از میان ائوبویا عبور کرد.
- مگارا به شورش شکل‌گرفته بر ضد آتن پیوست. اهمیت استراتژیک مگارا با ظهور یک ارتش اسپارتایی به فرماندهی پلیستاناکس پادشاه آتیک، بلافاصله نمایان شد. تهدیدی که از سوی این ارتش مطرح شده‌بود، پریکلس را بر آن داشت تا با مذاکره و پرداخت رشوه، اعلام کند که آتن قلمرو‌های تحت تصرف خود را واگذار کرده و به یک امپراتوری بزرگ دریایی تبدیل خواهد شد.
- ارتش اسپارتایی کناره‌گیری کرد و در نتیجه پریکلس به همراه ۵۰ کشتی و ۵٬۰۰۰ سرباز باری دیگر به ائوبویا برگشت و اتحاد مخالفان را در هم شکست. او صاحبان املاک در خالکیس که املاک خود را از دست داده‌بودند را مجازات کرد. ساکنان هستیایا نیز ریشه‌کن شده و با ۲٬۰۰۰ مهاجر آتنی جایگزین شدند.
- پس از شنیده‌ها مبنی بر دریافت رشوه از پریکلس توسط ارتش اسپارتایی، پلیستاناکس، پادشاه اسپارت، مورد خشم مردم اسپارت واقع شد، اما او به آرکادیا گریخت. مشاور نظامی او، کلیندریداس نیز از اسپارت گریخت و به مرگ در غربت محکوم شد.

#### سیسیل
- دستیوس، رهبر هلنی سیکلز، که اهل سیسیل بود، از تبعید در کورینتوس به سیسیل بازگشت و به همراه مهاجران یونانی و سیکلزی، شهر کال آکته را در سواحل شمالی تشکیل داد.
- آگریجنتو به دلیل بازگشت دستیوس، بر ضد سیراکوز اعلام جنگ کرد و در نبرد رودخانه هیمرا از سیراکوز شکست خورد.

#### جمهوری روم
- در نبرد کوربیو، سربازان رومی به رهبری تیتوس قینکتیوس کاپیتولینوس بارباتوس در آکوئی در شمال شرقی لاتیوم و همچنین در وولشی در جنوب لاتیوم به پیروزی دست یافتند.

## زادگان
- آریستوفان، نمایشنامه‌نویس یونانی (سال تقریبی) (مرگ در ۳۸۵ پیش از میلاد)
- مارکوس فوریوس کامیلوس، سرباز و دولتمرد رومی (تاریخ نقل شده) (مرگ در ۳۶۵ پیش از میلاد)